# Isaac Don Levine
Isaac Don Levine (Mazir, Imperi Rus, 1892 - Venice, Florida, 15 de febrer de 1981) va ser un periodista i escriptor estatunidenc, d'origen belarús.
Va néixer a la ciutat de Mazir (Belarús), aleshores part de l'Imperi Rus.D'origen jueu i proper a la seva joventut a grups socialistes revolucionaris, va emigrar als Estats Units el 1911, quan tenia uns dinou anys. Treballant com a periodista, va cobrir esdeveniments com la Guerra Civil Russa, durant la qual hauria tingut accés a arxius d'accés restringit, a més a més d'entrevistar Lenin. Més endavant investigaria les circumstàncies de la mort de Màxim Gorki. Els seus treballs van tenir un tarannà d'inclinació antisoviética i van ser crítics amb el règim de Stalin. Va morir el 1981 a la ciutat nord-americana de Venice, Florida.
Al llarg de la seva carrera va col·laborar amb el Chicago Daily News, The Kansas City Star, New York Tribune, Plain Talk o publicacions de la Hearst Corporation.
Va ser autor d'obres com The Man Lenin (1923) —una biografia de Vladímir Ilich Lenin—, Stalin (1931), la «primera biografia sòlida» del dirigent soviètic, Stalin's Great Secret (1956), The Mind of an Assassin (1959) —sobre l'assassí de Trotski, l'espanyol Ramón Mercader—,  I Rediscover Russia, 1924-1964 (1964) o Eyewitness to History (1973) —les seves memòries—, entre d'altres.